# Free지아
free지아(본명: 송지아, 1997년 4월 30일~)은 대한민국의 모델, 유튜버이다. 패션, 메이크업, 브이로그 등 콘텐츠를 다룬다. 넷플릭스 예능 《솔로지옥》을 통해 대대적으로 이름을 알렸다.

## 수상
- 유튜브 실버 버튼[2]

## 출연
- 《프렌즈》(2021년)
- 《솔로지옥》(2021년~2022년)
- 《아는 형님》(2022년)

## 논란

### 명품 옷 가품 논란
2022년 1월 17일에 어느 한 네티즌이 온라인 카페에 송지아 사진과 함께 "이 반플리프 목걸이 사이즈가 매직 맞느냐"고 물었다. 송지아가 착용한 네 잎 클로버 모양 목걸이는 프랑스 브랜드 반플리프 아펠의 대표적인 디자인이다. 가장 큰 사이즈인 매직은 570만원에 판매하고 있다. 이 게시물에는 송지아 목걸이가 진품이 아닌 것 같다는 댓글이 다수 달렸다. 실제 목걸이 체인 연결은 클로버 윗부분에서 시작하지만, 송지아가 착용한 목걸이는 움푹 들어간 곳부터 시작했다. 해당 제품은 화이트골드, 백금색만 판매하는데 송지아가 착용한 목걸이 색과 다르다고 지적했다.  송지아는 솔로지옥에서 여러 차례 명품 옷을 입고 등장했다. 디올 로고가 빼곡하게 적힌 분홍색 튜브톱은 디올에서 정식 출시한 적 없는 제품이라는 의혹이 제기됐다. 송지아가 입은 것과 비슷한 티셔츠는 한 의류 쇼핑몰에서 1만6000원대에 판매 중이다. 솔로지옥에서 입은 샤넬 니트 티셔츠 역시 정품과 다소 차이가 있는 것으로 알려졌다. 샤넬 정품보다 티셔츠 색깔이 더 선명하고, 가슴 부분 로고 두께가 달랐다. 송지아 소속사 효원CNC는 "해당 논란을 처음 들었다"며 "사실관계를 파악한 후 입장을 밝히겠다"고 했다. 이후 프리지아는 "가품 논란은 일부 사실이다" 라며 자필 편지로 사과하며 해당 영상을 삭제했다.